# Lê Tấn Tảo
Lê Tấn Tảo là Thiếu tướng Công an nhân dân Việt Nam đã nghỉ hưu, nguyên Cục trưởng Cục Cảnh sát phòng chống tội phạm môi trường, Bộ Công an Việt Nam.

## Sự nghiệp
Tháng 8 năm 2013, ông là Đại tá, Phó Cục trưởng Cục Cảnh sát quản lý hành chính về trật tự xã hội (C64), Tổng cục Cảnh sát, Bộ Công an.
Tháng 7 năm 2017, ông được thăng quân hàm Thiếu tướng Công an nhân dân Việt Nam.
Ông từng giữ cương vị là Phó Tổng cục trưởng Tổng cục Cảnh sát, Bộ Công an (Việt Nam) phụ trách khu vực miền nam Việt Nam.
Từ tháng 9 năm 2018, ông được bổ nhiệm giữ chức Cục trưởng Cục Cảnh sát phòng chống tội phạm môi trường.
Từ ngày 02 tháng 6 năm 2020, ông nghỉ công tác chờ hưu.